# Mnemozina
Mnemozina (grč. Mνημοσύνη, Mnêmosúnê) u grčkoj mitologiji božica je pamćenja i majka Muza; personifikacija pamćenja u grčkoj mitologiji. Pripada Titanidama, Uranova je i Gejina kći. Ujedno je i rijeka u Hadu.

## Etimologija
Mnemozinino grčko ime Mνημοσύνη izvedeno je od riječi Μνήμη, mnếmê = "sjećanje".

## Mitologija
- Zeus je spavao s Mnemozinom devet uzasopnih noći i tako stvorio devet Muza: Euterpu, Kaliopu, Klio, Erato, Melpomenu, Polihimniju, Terpsihoru, Taliju i Uraniju.

- U Hadu je postojala rijeka Mnemozina koja je bila pandan Leti. Mrtve su duše pile iz Lete da se ne bi sjećale svojih prošlih života nakon reinkarnacije. Tko je pio iz Mnemozine, sjećao bi se svega i sve bi znao.

## Vanjske poveznice
- Mnemozina u klasičnoj literaturi i umjetnosti (engl.)
- Mnemozina u grčkoj mitologiji (engl.)